# Voie de Bitterfeld
La Voie de Bitterfeld (Bitterfelder Weg) correspond à une orientation de la politique culturelle de la République démocratique allemande (RDA) définie au cours de la conférence de Bitterfeld du 24 avril 1959.

## Contenu de la conférence de 1959

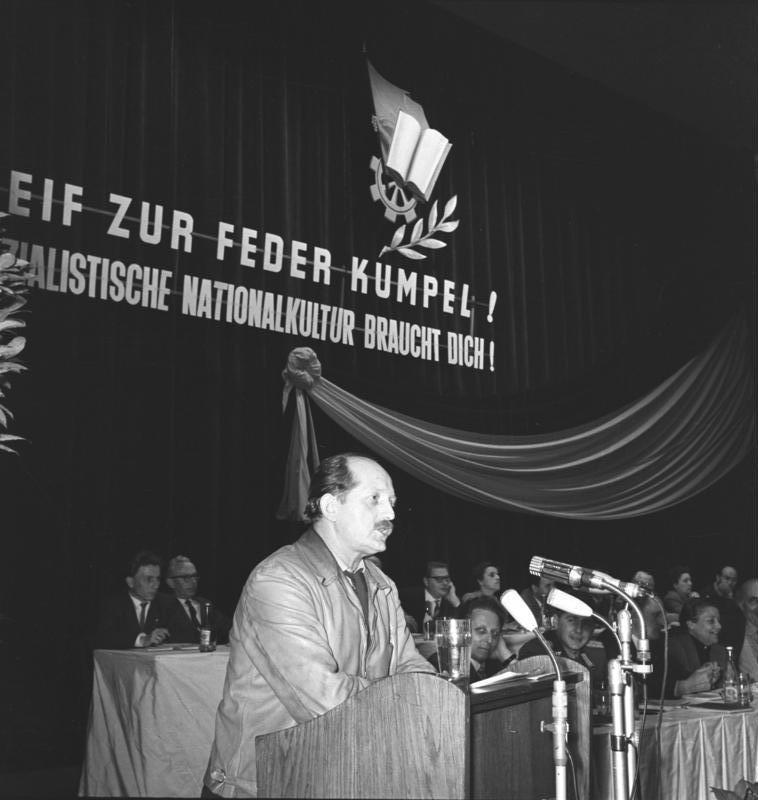
Erwin Strittmatter lors de la première conférence de Bitterfeld, le 24 avril 1959.

Le 24 avril 1959, une conférence est organisée par le parti au pouvoir, le SED, dans la ville industrielle de Bitterfeld. Elle réunit près de cent cinquante écrivains et trois cents ouvriers et marque le début d’une nouvelle politique culturelle en RDA. L’objectif fixé par Walter Ulbricht, Alfred Kurella et Kurt Hager est d’établir un rapprochement mutuel entre les écrivains et les ouvriers de la RDA et ainsi de dépasser la « séparation entre l’art et la vie ».
Pour intensifier les contacts entre le monde des écrivains et celui de l’usine, deux directives sont données. D’une part, les artistes et écrivains sont invités à aller travailler dans les usines pour se familiariser avec le quotidien des ouvriers, le monde de la production et ainsi pouvoir mieux les représenter dans leurs œuvres. D’autre part, les ouvriers, sous le mot d’ordre Greif zur Feder, Kumpel, die sozialistische deutsche Nationalkultur braucht dich ! (« Prends la plume, camarade, la culture nationale de l’Allemagne socialiste a besoin de toi ! »), sont incités à écrire et à s’intéresser à l’art et à la culture de la RDA.

## Exemples d'auteurs ayant suivi la Voie de Bitterfeld
Beaucoup de jeunes écrivains suivent la Voie de Bitterfeld et se rendent dans des usines. C’est le cas de Christa Wolf qui rédige Der geteilte Himmel à Ammendorf, dans une entreprise de fabrication de wagons et anime un atelier d’écriture pour les ouvriers. C’est aussi le cas de Brigitte Reimann qui s’installe à Hoyerswerda pendant huit ans pour travailler dans le combinat Schwarze Pumpe ou de Franz Fühmann qui rédige Kabelkran und blauer Peter alors qu’il travaille dans une entreprise à Rostock.
Parmi les autres écrivains ayant suivi, au moins pendant un temps, la voie de Bitterfeld, on peut citer Karl-Heinz Jakobs, Willi Bredel, Hedda Zinner, Hebert Kasten, Regina Hastedt ou encore Erik Neutsch (de).

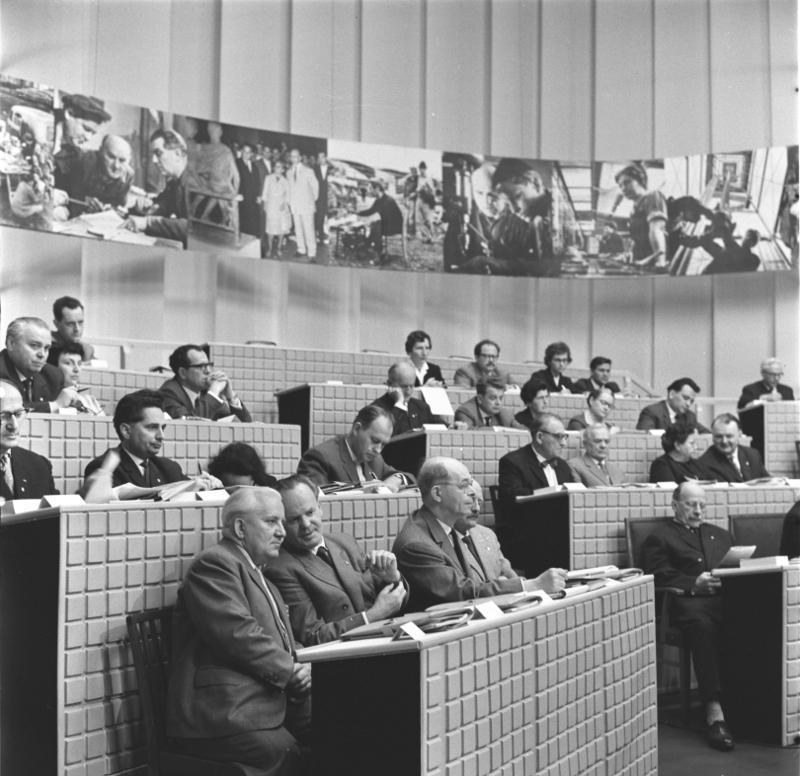
Deuxième conférence de Bitterfeld.

## Critiques
Le 24 et 25 avril 1964, une deuxième conférence a lieu à Bitterfeld. Mais, dès la fin de l’année 1965, beaucoup d’écrivains comme Christa Wolf, Franz Fühmann ou Stefan Heym prennent leur distance avec la Voie de Bitterfeld car, à de nombreux égards, ce programme n’est pas satisfaisant. Il est en effet difficile pour les écrivains de trouver leur place dans les usines et les ouvriers ne sont pas toujours intéressés par la création littéraire et artistique. D’autre part, de nombreux écrivains dénoncent un art et une production culturelle trop encadrés et mis au service de l’État et certains en viennent à quitter la RDA.